# Charles Gbeke
Charles Patrick Gbeke, né le 13 mars 1978 à Abidjan, Côte d'Ivoire, est un ancien joueur international canadien de soccer ayant évolué au poste d'attaquant.

## Biographie

### Carrière en club
De 1999 à 2001, Gbeke joue en France et au Brésil avec les clubs de Troyes et Comercil respectivement. Il a joué de façon sporadique durant trois saisons avec les Vancouver Whitecaps et a été titulaire pour un match avec les Seattle Sounders.
Le 1er août 2005, l'Impact de Montréal l'acquiert avec David Diplacido juste avant la date limite de transaction. Avec l'Impact, il a marqué le but d'assurance en plus d'obtenir une aide sur le but gagnant, dans une victoire à domicile de 2-0 contre les Atlanta Silverbacks le 7 août, à son premier match dans l'uniforme montréalais. Durant les séries, il marque la totalité des trois buts dans la demi-finale contre Seattle. La saison suivante, Gbeke signe un nouveau contrat avec les Rochester Raging Rhinos pour l'année 2006, mais il n'est parvenu qu'à marquer 2 maigres buts.
En 2007, Gbeke signe à nouveau avec l'Impact, où il termine la saison en tête des buteurs de la 1re division de la United Soccer League, avec 10 buts, à égalité avec l'avant d'origine française des Seattle Sounders Sébastien Le Toux.
En 2008, il est échangé de l'Impact de Montréal aux Whitecaps de Vancouver contre Tony Donatelli et une compensation financière.